# Nastocerus semitibialis
Nastocerus semitibialis är en skalbaggsart som först beskrevs av Leon Fairmaire 1898.  Nastocerus semitibialis ingår i släktet Nastocerus och familjen långhorningar.
Artens utbredningsområde är:
- Madagaskar.
- Seychellerna.

Inga underarter finns listade i Catalogue of Life.